# Пач Адамс
Доктор Хънтър Кампбъл „Пач“ Адамс (на английски: Dr. Hunter Campbell "Patch" Adams, M.D.) е американски лекар, социален активист, автор на книги и професионален клоун.
Основава института Гезундхайт (Gesundheit! Institute) през 1972 година. Всяка година организира доброволци от цял свят, които пътуват до разни страни, облечени като клоуни и дават надежда и радост на деца-сираци, болни от различни болести или просто обикновени хора.
Неговият живот е предмет на филма „Пач Адамс“ с Робин Уилямс в главната роля като Пач Адамс. Живее в Арлингтън, Вирджиния, където се опитва да лансира нов модел на здравеопазване – без спонсориране от осигурителни компании.